# 杉山村
杉山村隶属於中國广东省罗定市船步镇聂垌村村委所管辖的一條小村庄，人口约有300人。杉山村是一个四面环山的自然村。